# Chiesa dei Santi Fabiano e Sebastiano (Ville d'Anaunia)
La chiesa dei Santi Fabiano e Sebastiano è una chiesa sussidiaria a Nanno, frazione di Ville d'Anaunia, in Trentino. Fa parte della zona pastorale delle Valli del Noce e risale al XV secolo.

## Storia
Studi della seconda parte del XX secolo legati ad approfondimenti sui cicli di affreschi legati alla famiglia Baschenis permettono di indicare come limite temporale per la sua costruzione il XV secolo. La consacrazione dell'altare avvenne nel 1518, ed è la prima data certa e documentale della presenza di un luogo di culto intitolato ai Santi Fabiano e Sebastiano in località Nanno.
A partire dal 1616 la chiesa venne ampliata con un aumento dei volumi interni e la realizzazione di una volta nella sala e venne inoltre sistemata la pala sull'altare maggiore.
A partire dalla fine del  XIX secolo si iniziò un lavoro di recupero e restauro, considerando che nel periodo precedente la chiesa aveva iniziato a manifestare vari problemi legati al suo cattivo stato. Nel 1865 non fu più ammessa al culto e nel 1880 venne sottoposta ad un restauro su tutta la struttura, per poter continuare nella celebrazioni delle funzioni sacre. 
Nuovi interventi sono iniziati a partire dal 1979, restaurando gli interni e recuperando affreschi vicini alla zona presbiteriale con i santi Fabiano e Sebastiano e una Madonna con Bambino e questo grazie anche all'intervento della provincia autonoma di Trento, della parrocchia e del comune locali.